# زانکا
زانکا (به مجاری:  Zánka) یک شهرداری در مجارستان است که در ناحیه بالاتون‌فورد واقع شده‌است. زانکا ۱۹٫۵۵ کیلومتر مربع مساحت و ۷۹۶ نفر جمعیت دارد.

## خواهرخوانده
شهر ویلانتسهایم خواهرخواندهٔ زانکا هست.